# 2002년 동계 패럴림픽
2002년 동계 패럴림픽(영어: 2002 Winter Paralympics, VIII Paralympic Winter Games)은 2002년 3월 7일부터 3월 16일까지 미국 유타주 솔트레이크시티에서 개최된 동계 패럴림픽이다.

## 참가국
2002년 동계 패럴림픽에 참가한 국가는 총 36개국이다. 안도라, 칠레, 중국, 크로아티아, 그리스, 헝가리 6개국이 처음으로 동계 패럴림픽에 참가하였다.
| - 안도라 - 아르메니아 - 오스트레일리아 - 오스트리아 - 벨라루스 - 불가리아 - 캐나다 - 칠레 - 중국 - 크로아티아 - 체코 - 덴마크 | - 에스토니아 - 핀란드 - 프랑스 - 영국 - 독일 - 그리스 - 헝가리 - 이란 - 이탈리아 - 일본 - 카자흐스탄 - 대한민국 | - 네덜란드 - 노르웨이 - 뉴질랜드 - 폴란드 - 러시아 - 슬로바키아 - 남아프리카 공화국 - 스페인 - 스웨덴 - 스위스 - 우크라이나 - 미국 (개최국) |

## 개최 종목
- 바이애슬론
- 아이스하키
- 알파인스키
- 크로스컨트리

## 메달 집계
| 순위 | 국가           | 금메달 | 은메달 | 동메달 | 합계 |
| ---- | -------------- | ------ | ------ | ------ | ---- |
| 1    | 독일           | 17     | 1      | 15     | 33   |
| 2    | 미국           | 10     | 22     | 11     | 43   |
| 3    | 노르웨이       | 10     | 3      | 6      | 19   |
| 4    | 오스트리아     | 9      | 10     | 10     | 29   |
| 5    | 러시아         | 7      | 9      | 5      | 21   |
| 6    | 캐나다         | 6      | 4      | 5      | 15   |
| 7    | 스위스         | 6      | 4      | 2      | 12   |
| 8    | 오스트레일리아 | 6      | 1      | 0      | 7    |
| 9    | 핀란드         | 4      | 1      | 3      | 8    |
| 10   | 뉴질랜드       | 4      | 0      | 2      | 6    |

## 같이 보기
- 2002년 동계 올림픽